# 올술
올술(兀术) 혹은 완안종필(完顔宗弼)은 금나라의 왕족이다. 금 태조의 제5황자이다. 아들은 완안형 등이 있다.